# Municipi de Kalundborg
El municipi de Kalundborg és un municipi danès de la Regió de Sjælland que va ser creat l'1 de gener del 2007 com a part de la Reforma Municipal Danesa, integrant els antics municipis de Bjergsted, Gørlev, Hvidebæk, Høng, i Kalundborg. El municipi és situat a l'oest de l'illa de Sjælland abastant una superfície de 604 km². També formen part del municipi les illes de Nekselø i Sejerø que són a la badia de Sejerø a l'estret del Kattegat. Al territori del municipi es troba el llac Tissø un dels més importants de Dinamarca.
La ciutat més important i la seu administrativa del municipi és Kalundborg (16.489 habitants el 2009). Altres poblacions del municipi són:
- Årby
- Bjerge
- Eskebjerg
- Føllenslev
- Gørlev
- Havnsø
- Høng
- Kaldred
- Kirke Helsinge
- Løve
- Reersø
- Rørby
- Sæby
- Sejerby
- Snertinge
- Spangsbro
- Store Fuglede
- Svallerup
- Svebølle
- Ubby
- Ulstrup

## Consell municipal
Resultats de les eleccions del 18 de novembre del 2009:
| Partit                         | vots | % vots |
| ------------------------------ | ---- | ------ |
| Socialdemokratiet              | 5761 | 23,6   |
| Det Radikale Venstre           | 1429 | 5,8    |
| Det Konservative Folkeparti    | 829  | 3,4    |
| Socialistisk Folkeparti        | 3751 | 15,4   |
| Lokallisten Kalundborg         | 936  | 3,8    |
| Dansk Folkeparti               | 3361 | 13,8   |
| Folkebevægelsen Ret- & Velfærd | 24   | 0,1    |
| Venstre                        | 8050 | 33,0   |
| Enhedslisten - De Rød-Grønne   | 250  | 1,0    |

### Alcaldes
| Alcalde         | Període                | Partit                  |
| --------------- | ---------------------- | ----------------------- |
| Tommy Dinesen   | 1-1-2007 a 30-1-2008   | Socialistisk Folkeparti |
| Kaj Buch Jensen | 31-1-2008 a 31-12-2009 | Socialdemokraterne      |
| Marie Stærke    | 1-1-2010 a 31-12-2013  | Venstre                 |